# Église Sant'Anna all'Arenella
L'église Sant'Anna all'Arenella est une église néo-classique  de Naples dédiée à sainte Anne. Elle se trouve via Arenella dans le quartier de l'Arenella. Elle dépend de l'archidiocèse de Naples.

## Histoire et description
Un certain fripier du nom de Francesco Troncone acquiert, à la fin du XIXe siècle, une petite toile  peinte de Sainte Anne et la Vierge enfant, qu'il offre ensuite à son voisin Costanzo Punzo ; celui-ci l'expose dans sa cour. Une forte tempête s'abat sur Naples en 1896 et la toile s'envole et atterrit chez une femme infirme du nom d'Amalia Stampa del Prete. Celle-ci guérit miraculeusement.
Dès lors, cette dame emploie toute son énergie à faire bâtir une église en action de grâce en ce lieu, ce qui coïncide aussi avec une forte croissance démographique à Naples et la nécessité de construire de nouveaux quartiers et donc de nouvelles églises. Les plans sont confiés à l'architecte Ferdinando de Rosenheim. L'église est bâtie en 1900 et consacrée le 26 juin 1900. Le campanile est érigé plus tard.
L'église présente une façade néo-classique avec des pilastres lésènes d'ordre ionique et un fronton à la grecque.

## Source de la traduction
- (it) Cet article est partiellement ou en totalité issu de l’article de Wikipédia en italien intitulé « Chiesa di Sant'Anna all'Arenella » (voir la liste des auteurs).